# Ariosoma megalops
Ariosoma megalops är en fiskart som beskrevs av Fowler, 1938. Ariosoma megalops ingår i släktet Ariosoma och familjen havsålar. Inga underarter finns listade i Catalogue of Life.